# Rallye Portugal 1974
Die 8. Rallye Portugal war der 1. Lauf zur Rallye-Weltmeisterschaft 1974. Sie fand vom 20. bis zum 23. März in der Region von Estoril statt.

## Klassifikationen

### Endergebnis
| Rang | Fahrer               | Co-Pilot            | Auto                     | Zeit (Std./Min./Sek.) | Rückstand Sieger(Std./Min./Sek.) Rückstand V (Min./Sek.) |
| ---- | -------------------- | ------------------- | ------------------------ | --------------------- | -------------------------------------------------------- |
| 1    | Raffaele Pinto       | Arnaldo Bernacchini | Fiat Abarth 124 Rallye   | 6:26:15               | 0:00:00 00:00                                            |
| 2    | Alcide Paganelli     | Ninni Russo         | Fiat Abarth 124 Rallye   | 6:30:12               | 0:03:57 03:57                                            |
| 3    | Markku Alén          | Ilkka Kivimäki      | Fiat Abarth 124 Rallye   | 6:37:17               | 0:11:02 07:05                                            |
| 4    | Ove Andersson        | Arne Hertz          | Toyota Corolla           | 6:40:54               | 0:14:39 03:37                                            |
| 5    | Harry Källström      | Claes Billstam      | Datsun 260Z              | 6:54:27               | 0:28:12 13:33                                            |
| 6    | Bob Neyret           | Evelyne Vanoni      | Alpine-Renault A110 1800 | 7:04:18               | 0:38:03 09:51                                            |
| 7    | Georg Fischer        | Harald Gottlieb     | BMW 2002 tii             | 7:05:02               | 0:38:47 00:44                                            |
| 8    | Francisco Romãozinho | José Bernardo       | Citroën GS 1220          | 7:17:04               | 0:50:49 12:02                                            |
| 9    | Chris Sclater        | Neil Wilson         | Ford Escort RS 1600      | 7:26:59               | 1:00:44 09:55                                            |
| 10   | António Borges       | Miguel Sottomayor   | Fiat 124 Abarth Spider   | 7:27:55               | 1:01:40 00:56                                            |

Insgesamt wurden 36 von 119 gemeldeten Fahrzeuge klassiert.

### Herstellerwertung
| Pos. | Team           | Punkte |
| ---- | -------------- | ------ |
| 1    | Fiat           | 20     |
| 2    | Toyota         | 10     |
| 3    | Datsun         | 8      |
| 4    | Alpine Renault | 6      |
| 5    | BMW            | 4      |

Die Fahrer-Weltmeisterschaft wurde erst ab 1979 ausgeschrieben.